# Wiedergabegerät
Wiedergabegeräte (oder Abspielgeräte) sind Elektrogeräte, die Bilder, Geräusche, Sprache, Texte oder Töne aufgrund von Bild- und Tonträgern oder anderen Trägermedien akustisch und/oder optisch für den Menschen wahrnehmbar machen.

## Allgemeines
Die verschiedenen Medienprodukte lassen sich über das jeweils verwendete Trägermedium in die Kategorien Printmedien, Speichermedien, Rundfunk und Datennetze (Kommunikationsnetze) einteilen. Jedes Trägermedium erfordert im Regelfall ein spezifisches Wiedergabegerät, das die im Trägermedium gespeicherten analogen oder digitalen Daten lesen kann.
Wiedergabegeräte und die Bild- oder Tonträger sind Komplementärgüter, denn jedes der beiden Trägermedien stiftet nur dann dem Konsumenten optimalen Nutzen, wenn es durch ein Wiedergabegerät abgespielt wird.  

## Arten
Als Trägermedien für Wiedergabegeräte kommen insbesondere CD, Computerspiele, Datenträger, DVD, Dias, Festplatten, Filmrollen, Magnetband, Mikrofilm, Musikkassetten, Schallplatten, SD-Karten oder Videokassetten in Frage.
Wenn elektromagnetische Wellen Energie transportieren, gehören sie zu den Trägermedien. Trägermedium in Rundfunk und Fernsehen sind elektromagnetische Wellen, weil sie Töne und/oder Bilder übertragen. Entsprechende Wiedergabegeräte wandeln die hochfrequenten Schwingungen in Niederfrequenzen (Geräusche, Musik, Sprache) um, damit wiederum Schallwellen im hörbaren Schallbereich an unser Ohr dringen und Lichtwellen im sichtbaren Bereich von unseren Augen wahrgenommen werden können.
Das Internet ist unter anderem das Übertragungsmedium für Webseiten oder E-Mails. Weitere Trägermedien sind sämtliche Arten von digitalen Inhalten wie beispielsweise MP3-Dateien, JPEG-Dateien, ISDN-Signale oder Bildtelefonie, wenn sie als Datenmenge beim Einbetten versteckter Signale verwendet werden, z. B. beim Einbetten digitaler Wasserzeichen oder steganographisch verborgener Inhalte.
Jedes dieser Trägermedien erfordert ein spezifisches Wiedergabegerät. Als Wiedergabegeräte fungieren insbesondere Anrufbeantworter, Audiorekorder, Ausgabegeräte, AV-Receiver, CD-Spieler, Chipkartenleser, Digitalkameras, Diktiergeräte, DVD-Spieler, E-Book-Reader, Empfangsgeräte, Endgeräte, Faxgeräte, Fernsehgeräte, iPods, Jukeboxen, Kassettenrekorder, Kinetoskope, Laserplattenspieler, Lochkartenleser, MP3-Player, Notebooks, Portable Media Player, Projektoren (Diaprojektor, Filmprojektor, Videoprojektor), Personal Computer, POS-Terminal, Rundfunkempfangsgeräte, Scanner (Barcodelesegeräte, Dokumentenscanner, Körperscanner), Schallplattenspieler (und deren Vorgänger wie Grammophon, Phonograph), Smartphones, Speicherkartenlesegeräte, Spielkonsolen, Tefifone, Telefone, Terminals, Tonbandgeräte oder Walkman. Nur wenige dieser Geräte besitzen neben der Wiedergabefunktion auch eine kombinierte Aufnahmefunktion (Digitalfotografie, Diktiergerät, Kassettenrekorder, Tonbandgerät).

## Technik
Wiedergabegeräte sind erforderlich, weil die auf Trägermedien gespeicherten Daten für den Menschen weder lesbar noch hörbar sind. Erst Wiedergabegeräte können die auf dem Trägermedium gespeicherten Daten lesen und wandeln sie in für den Menschen hör- und/oder sichtbare Signale (Bild, Ton) um. Dieser Vorgang wird – nicht bei allen Geräten – Dekodierung oder Demodulation genannt. Wegen der individuellen Speicherung der Daten auf Trägermedien ist die Kompatibilität der Wiedergabegeräte meist auf ein bestimmtes Trägermedium beschränkt. So kann der CD-Player nur CDs wiedergeben, nicht aber Blu-ray Discs. Ein spezieller Anschluss (High Definition Multimedia Interface) ermöglicht oft die Übertragung von Video- und Audiosignalen und die Interpretation der Codierung High-bandwidth Digital Content Protection.